# Isatis maxima
Isatis maxima är en korsblommig växtart som beskrevs av Nikolai Vasilievich Pavlov. Isatis maxima ingår i släktet vejdar, och familjen korsblommiga växter. Inga underarter finns listade i Catalogue of Life.